# Éric Rabésandratana
Éric Rabésandratana (* 18. September 1972 in Epinay-sur-Seine, Frankreich) ist ein ehemaliger madagassischer Fußballspieler und heutiger Trainer.

## Leben
Der Defensiv-Allrounder begann seine Laufbahn im Jahr 1990 bei AS Nancy-Lorraine. Rabésandratana spielte bis zum Ende der Saison 1996/97 in Nancy: Obwohl der Verein 1992 in die zweite Liga absteigen musste, verblieb Rabésandratana im Team und 1996 schafften die Lothringer den Wiederaufstieg in Frankreichs höchste Spielklasse. Nach dem erneuten Abstieg nach nur einer Saison im Oberhaus verließ Rabésandratana jedoch den Verein und wechselte zu Paris Saint-Germain. Für Nancy hatte Rabésandratana bis dahin insgesamt 231 Spiele absolviert, in denen er 35 Tore erzielte. Mit „PSG“ erreichte Rabésandratana das Finale des Europapokals der Pokalsieger, welches aber mit 0:1 gegen den FC Barcelona verloren ging. 1998 wurde er mit seinem Verein französischer Pokalsieger, französischer Ligapokalsieger und französischer Supercupsieger. Nach 5 Jahren (102 Spiele, 5 Tore) bei „PSG“ zog es ihn im Sommer 2002 in die griechische Hauptstadt: Für die Ablösesumme von 750.000 € wechselte Rabésandratana zum griechischen Spitzenklub AEK Athen. Seine Zeit in Griechenland war aber nicht von Erfolg gekrönt und Rabésandratana wurde in keinem einzigen Pflichtspiel eingesetzt. Nach nur einer Saison in Südeuropa wechselte Rabésandratana deshalb zurück nach Frankreich zu LB Châteauroux in die französische Ligue 2. Bei  LB Châteauroux war er für zwei Spielzeiten aktiv (28 Spiele, 1 Tor). Zum Abschluss seiner Karriere spielte Éric Rabésandratana noch für drei Jahre bei RAEC Mons in der höchsten Spielklasse (Jupiler Pro League) Belgiens. In 74 Spielen erzielte er dort sechs Tore.
Für die madagassische Fußballnationalmannschaft, also für das Heimatland seiner Eltern, absolvierte Éric Rabésandratana ein Länderspiel im Jahr 2007.

## Stationen als Trainer
Von 2014 bis 2015 trainierte Rabésandratana als Co-Trainer den amerikanischen Verein FC Miami City. Dann übernahm Rabésandratana den französischen Verein FC Grand Saint Emilionnais von 2015 bis 2021. Seit April 2021 war er Nationaltrainer der madagassischen Fußballnationalmannschaft und betreute das Team für fünf Spiele.